# Chaussan

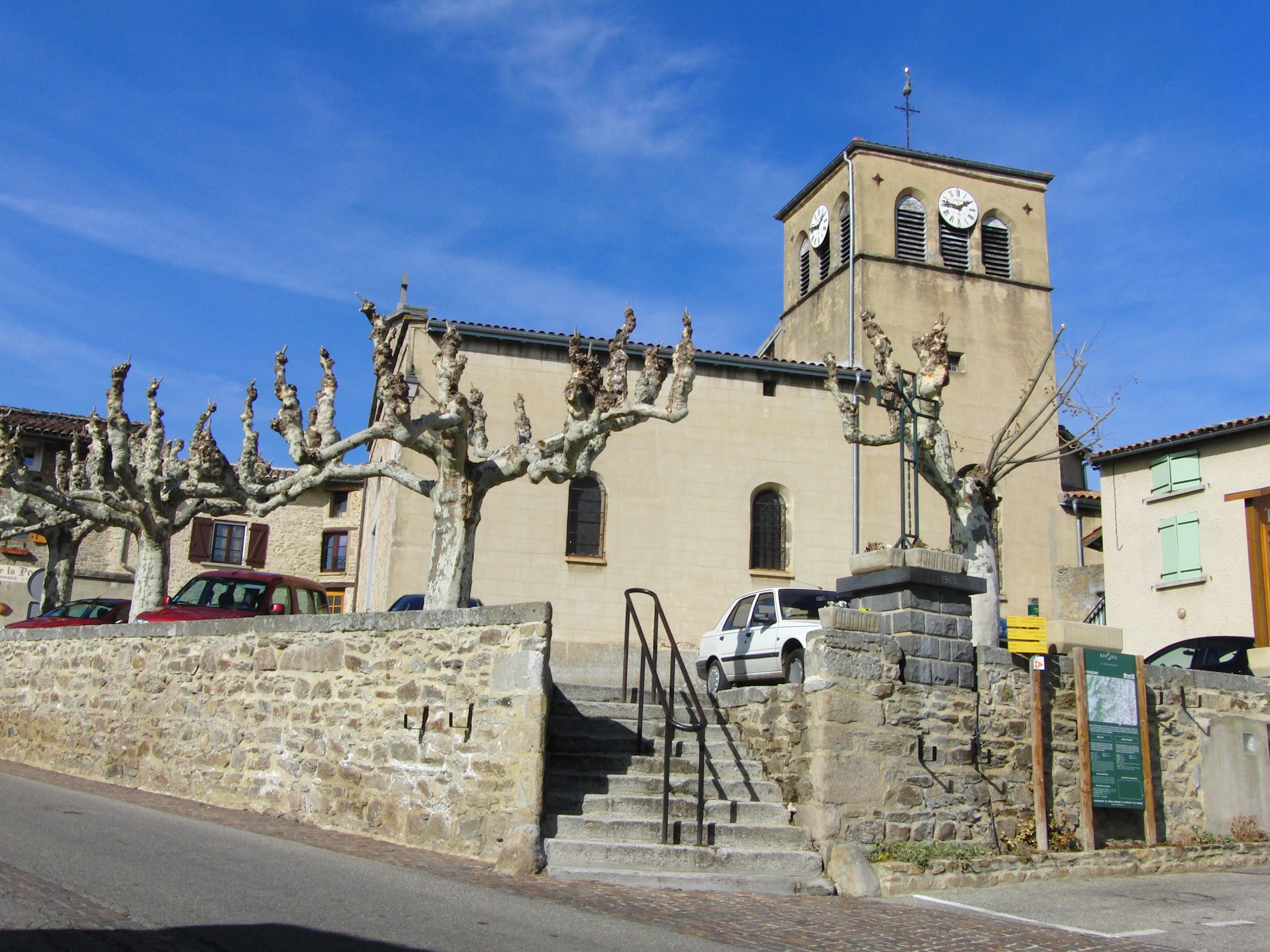
Kościół w Chaussan, 2011

Chaussan – miejscowość i gmina we Francji, w regionie Owernia-Rodan-Alpy, w departamencie Rodan.
Według danych na rok 1990 gminę zamieszkiwało 625 osób, a gęstość zaludnienia wynosiła 79 osób/km² (wśród 2880 gmin regionu Rodan-Alpy Chaussan plasuje się na 1043. miejscu pod względem liczby ludności, natomiast pod względem powierzchni na miejscu 1286.).